# Acidromodes porphyretica
Acidromodes porphyretica is een vlinder van de familie van de spanners (Geometridae). De wetenschappelijke naam van deze soort is voor het eerst voorgesteld als Acidaliastis porphyretica door Louis Beethoven Prout in een publicatie uit 1925.
De soort komt voor op Madagaskar.